# Vitalianus
Vitalianus, född i Segni i Kampanien, död 27 januari 672, var påve från den 30 juli 657 till den 27 januari 672. Han vördas som helgon inom Romersk-katolska kyrkan med minnesdag den 27 januari.

## Biografi
Enligt Liber Pontificalis kom Vitalianus från Segni i Kampanien, och hans faders namn var Anastasius. I övrigt är inget känt om hans liv innan han valdes till påve, förutom att han var kardinaldiakon. Efter att Eugenius I dött den 2 eller 3 juni 657, valdes Vitalianus till efterträdare, konsekrerades och intog tronen den 30 juli. I likhet med sin företrädare försökte Vitalianus återställa relationerna med Konstantinopel, detta genom vänskapliga framstötar mot den bysantinske kejsaren Konstans II och bereda väg för att lösa den monotelitistiska striden. 
Han sände brev (synodica) med envoyéer genom vilka han förklarade sig vald till påve, till kejsaren och patrikarken Petrus av Konstantinopel som var dragen åt monoteletism. Kejsaren bekräftade den romerska kyrkans privilegier och sände dyrbara handskrifter av evangelierna som gåva till Sankt Peterskyrkan. Patriark Petrus sände också ett svar i vilket han försvarade monotelitismen, men fick det att framstå som om detta var i enlighet med den nye påvens ståndpunkt. Dialogen mellan Rom och Konstantinopel återtogs genom en ömsesidig reservation över den dogmatiska frågan, och Vitalianus namn upptogs i den bysantinska kyrkans diptyker - han är därmed den ende påve vars namn nämns där mellan Honorius I (död 638) och det sjätte ekumeniska konciliet 680-681. Vitalianus förärades med ett tolv dagar långt besök av kejsaren 663, mitt under fälttåget mot langobarderna, då kejsaren skänkte kyrkan gåvor och mottog palliet av påven vid mässan. Under sin hemresa stannade kejsaren till på Sicilien då han var så brutal mot befolkningen att han avrättades på Syrakusa 668. Påven stödde hans son Konstantin IV Pogonatus mot en rival och hjälpte denne att uppstiga på tronen. Den nye kejsaren vidhöll inte sin faders dekret (typus) om monotelismen, och Vitalianus försökte använda detta för att vinna över honom till sin ståndpunkt. Detta ledde dock till att patriarken av Konstantinopel, Teodor (från 678), tog bort Vitalianus namn från diptykerna. Inte förrän vid det sjätte konciliet var striden mot monotelitismen över, och då återintogs Vitalianus namn i Bysantinska kyrkans diptyker.
Vitalianus var mycket framgångsrik i England, där kyrkan var splittrad i angelsaxiska och brittiska prästerskap med olika kyrkliga sedvänjor. Vid synoden i Streaneshalch (Whitby) erkände kung Oswy av Northumberland den romerska påsktraditionen och formerna för tonsuren. Han och kung Egbert av Kent sände prästen Wighard till Rom för konsekrering efter att ärkebiskop Deusdedit av Canterbury dött 664, men han avled i Rom. Vitalianus skrev då till kungen och utlovade att sända en passande biskop till England så snart som möjligt. Hadrianus, abbot vid ett kloster i närheten av Neapel, utsågs, men han ansåg sig ovärdig och rekommenderade i stället munken Teodor av Tarsus, som kunde både grekiska och latin och befann sig i Rom. Teodor konsekrerades den 26 mars 668, och tillsammans med Hadrianus sändes han till Canterbury där samtliga stridande parter erkände honom som överhuvud av Church of England, och Vitalianus gav honom samma privilegier som Gregorius den store givit ärkebiskop Augustinus.
Ärkebiskopssätet i Ravenna var ett problem för Rom eftersom ärkebiskopen där, Maurus (648-671), försökte frigöra sig från Rom och göra ärkebiskopssätet autocefalt. När Vitalianus skickade efter honom för att överse hans teologiska ställningstaganden vägrade han infinna sig och förklarade sig självständig från Rom. Påven exkommunicerade honom, men ärkebiskopen svarade med att själv exkommunicera påven. Kejsar Konstans II ställde sig på ärkebiskopens sida och utfärdade en bestämmelse som skilde Ravenna från Roms jurisdiktion, och beslutade att ärkebiskopen där i framtiden skulle mottaga palliet från kejsaren. Maurus efterträdare, Reparatus, konsekrerades verkligen av tre av sina biskopar och mottog palliet av kejsaren. Det var inte förrän påve Leo II (682-683) som ärkebiskopssätet i Ravenna återfördes till Rom. 
Vatialianus hade också möjlighet att utöva suverän makt över den östliga kyrkan som dess högsta domare. Biskop Johannes av Lappa på Kreta hade avsatts av en synod under metropoliten Paulus, och vände sig då till påven, och av den orsaken fängslades han. Han lyckades dock rymma och tog sig till Rom, där Vitalianus höll en synod i december 667 för att undersöka saken, och förklarade Johannes vara oskyldig. Vitalianus skrev ett brev till metropoliten Paulus där han krävde att Johannes skulle återinsättas som biskop och återfå sitt kloster. På samma gång krävde påven att metropoliten skulle avsätta två diakoner som gift sig efter att de konsekrerats.
Vitalianus är begravd i Sankt Peterskyrkan.